# Busong
Busong (titolo internazionale Palawan Fate) è un film drammatico del 2011 diretto da Auraeus Solito.
È stato presentato in anteprima in occasione del 7º Cinemalaya Independent Film Festival e nella Quinzaine des Réalisateurs del 64º Festival di Cannes.
Il titolo originale della pellicola è un riferimento alla parola "busong", ossia "karma" in lingua filippina e concetto nativo dell'isola di Palawan.

## Trama
Punay è una giovane ragazza nata con una strana malattia dermatologica che le impedisce di camminare e le causa dolorosissime ferite sul corpo. La sua famiglia fa parte della tribù "Palawi" che vivono nelle terre incontaminate della provincia di Palawan, nelle Filippine. La ragazza non è purtroppo immune a prese in giro da parte di altre persone ma la natura pare reagire d'istinto alla mancanza di rispetto nei suoi confronti.
Un giorno il fratello Angkarang, desideroso di porre rimedio al problema della sorella, la carica su un'amaca e la porta in giro per la regione alla ricerca di un guaritore.
Nel corso del loro viaggio incontreranno diverse persone che offrono spontaneamente il proprio aiuto: una donna alla ricerca del marito, un pescatore senza barca e infine un giovane uomo alla ricerca del nirvana.
La natura, quasi come se fosse capace di intravedere la loro sincerità, saprà indirizzare ognuno di loro verso il proprio destino e trovare una soluzione per tutti quanti, compresa la protagonista.

## Produzione

### Riprese
Busong è il primo film della storia ad essere stato girato nella regione di Palawan.

## Distribuzione
Il film, presentato in anteprima mondiale al Festival di Cannes il 16 maggio 2011, è stato distribuito nelle sale cinematografiche filippine a partire dal 16 luglio, mentre negli Stati Uniti il 29 giugno 2012.

## Accoglienza

### Critica
Sul sito web Rotten Tomatoes il film riceve ben l'88% delle recensioni professionali positive, con un voto medio di 9,1/10, basato su 12 recensioni.

## Riconoscimenti
- 2011 - Festival di Cannes
  - Candidatura per il C.I.C.A.E. Award a Auraeus Solito
  - Candidatura per la Queer Palm a Auraeus Solito
- 2011 - Cinemalaya Independent Film Festival
  - Miglior regista a Auraeus Solito
  - Miglior colonna sonora a Diwa de Leon
  - Miglior sonoro a Diwa De Leon
  - Candidatura per il Gran Premio della Giuria[4]